# Herbisse
Herbisse ist eine französische Gemeinde mit 150 Einwohnern (Stand 1. Januar 2022) im Département Aube in der Region Grand Est; sie gehört zum Arrondissement Troyes und zum Kanton Arcis-sur-Aube.

## Geografie
Die Gemeinde liegt auf halber Strecke zwischen Paris und Nancy nahe der Autoroute A26. Die Gemeinde wird von der Herbissonne durchflossen, einem kleinen Nebenfluss der Aube.

## Bevölkerungsentwicklung
| Jahr      | 1962 | 1968 | 1975 | 1982 | 1990 | 1999 | 2008 | 2018 |
| Einwohner | 238  | 242  | 192  | 170  | 168  | 149  | 186  | 160  |

## Sehenswürdigkeiten
- Kirche Mariä Himmelfahrt (Monument historique)